# Giochi olimpici estivi silenziosi del 1928
I Giochi olimpici estivi silenziosi del 1928 fu la seconda edizione del Deaflympics. Il fondatore era Eugène Rubens-Alcais, che li organizzò nei Paesi Bassi ad Amsterdam.

## Partecipanti
- Paesi Bassi
- Austria
- Belgio
- Cecoslovacchia
- Francia
- Germania
- Regno Unito
- Ungheria
- Polonia
- Svizzera

## Discipline
- Atletica leggera
- Nuoto
- Tennis
- Apnea
- Tiro a segno
- Calcio
- Ciclismo